# 11-hydroxy-delta-9-THC
Le 11-hydroxy-Δ9-tetrahydrocannabinol, abrégé en 11-OH-THC, est le principal métabolite actif qui est formé dans le corps à la suite de la consommation de cannabis
 sous forme ingérée (boisson, nourriture) mais il ne produit pas nécessairement les mêmes effets que le THC,,Il est considéré comme plus puissant que ce dernier et procure des effets plus psychédélique, dans une certaine mesure. 
Le 11-hydroxy-THC sera ensuite métabolisé au niveau du foie en 11-Nor-9-carboxy-THC ou THC-COOH. Celui-ci n'est pas psychoactif, mais pourrait jouer un rôle dans les effets analgésiques et anti-inflammatoires du cannabis.